# Wimbolds Trafford
Wimbolds Trafford – osada i były civil parish w Anglii, w hrabstwie ceremonialnym Cheshire, w dystrykcie (unitary authority) Cheshire West and Chester, w civil parish Mickle Trafford and District/Dunham-on-the-Hill and Hapsford. W 2011 roku civil parish liczyła 212 mieszkańców. Wimbolds Trafford jest wspomniana w Domesday Book (1086) jako Tro(s)ford.